# Areias e Pias
Areias e Pias, en forme longue Union des freguesias d'Areias et Pias, en portugais : União das Freguesias de Areias e Pias, est une freguesia portugaise située dans le District de Santarém.
Elle est issue de la fusion en 2013 des freguesias d'Areias et de Pias,.
Avec une superficie de 45,76 km2 et une population de 1 940 habitants (2011), la paroisse possède une densité de 42,4 hab/km2.